# Rory Schlein
Rory Robert Schlein (ur. 1 września 1984 w Darwin) – australijski żużlowiec, posiadający również brytyjskie obywatelstwo.

## Życiorys
Trzykrotny medalista młodzieżowych indywidualnych mistrzostw Australii: dwukrotnie złoty (Tamworth 2003, Shepparton 2004) oraz srebrny (Tamworth 2005). Dwukrotny brązowy medalista indywidualnych mistrzostw Australii (2006, 2009). Brązowy medalista drużynowego Pucharu Świata (Leszno 2007).
Od 2007 r. startował w rozgrywkach z cyklu drużynowych mistrzostw Polski, reprezentując kluby RKM Rybnik (2007, 2010–2011), WTS Wrocław (2008) oraz GTŻ Grudziądz (2009). W sezonie 2012 występował w barwach ŻKS Ostrovii.

## Przynależność klubowa
Polska
- RKM Rybnik (2007)
- WTS Wrocław (2008)
- GTŻ Grudziądz (2009)
- RKM Rybnik (2010–2011)
- ŻKS Ostrovia (2012)